# シュコダ・カミック
カミック（KAMIQ）は、シュコダが製造販売している自動車である。